# Йейтс, Уильям (политик)
Уи́льям Йейтс (англ. William Yates; 15 сентября 1921, Аппингем, Ратленд, Великобритания — 18 апреля 2010, Таллангатта, Виктория, Австралия) — британский и австралийский политический деятель, администратор острова Рождества (1982—1983).

## Биография
Окончил Хертфорд-колледж в Оксфорде.
Участник Второй мировой войны в составе британской армии в Северной Африке и в Италии.
Служил в министерстве иностранных дел Великобритании в Ливии и на Ближнем Востоке.
В 1955—1966 годах — член палаты общин от консервативной партии. Во время Суэцкого кризиса 1956 года выступил одним из наиболее жестких критиков правительства, что в итоге привело к падению кабинета Энтони Идена.
В 1966 году терпит поражение на выборах, в 1967 году выходит их рядов тори в знак протеста против позиции партии в арабо-израильской войне.
В 1967 году эмигрирует в Австралию.
В 1975—1980 годах — депутат палаты представителей австралийского парламента от Либеральной партии.
В 1982—1983 годах — администратор острова Рождества.
В 2003 году, в возрасте 82 лет, становится доктором политических наук в Университете Мельбурна.